# Tranestederne
Tranestederne er et område ud mod Jyllands østkyst, ca. 8. km syd for Skagen, vest for Hulsig og Kandestederne. Kgl. skuespiller Johannes Poulsen købte i 1936 den historiske Tranegård i området her, og ombyggede den til sommerbolig.